# Pietro de Bonitate

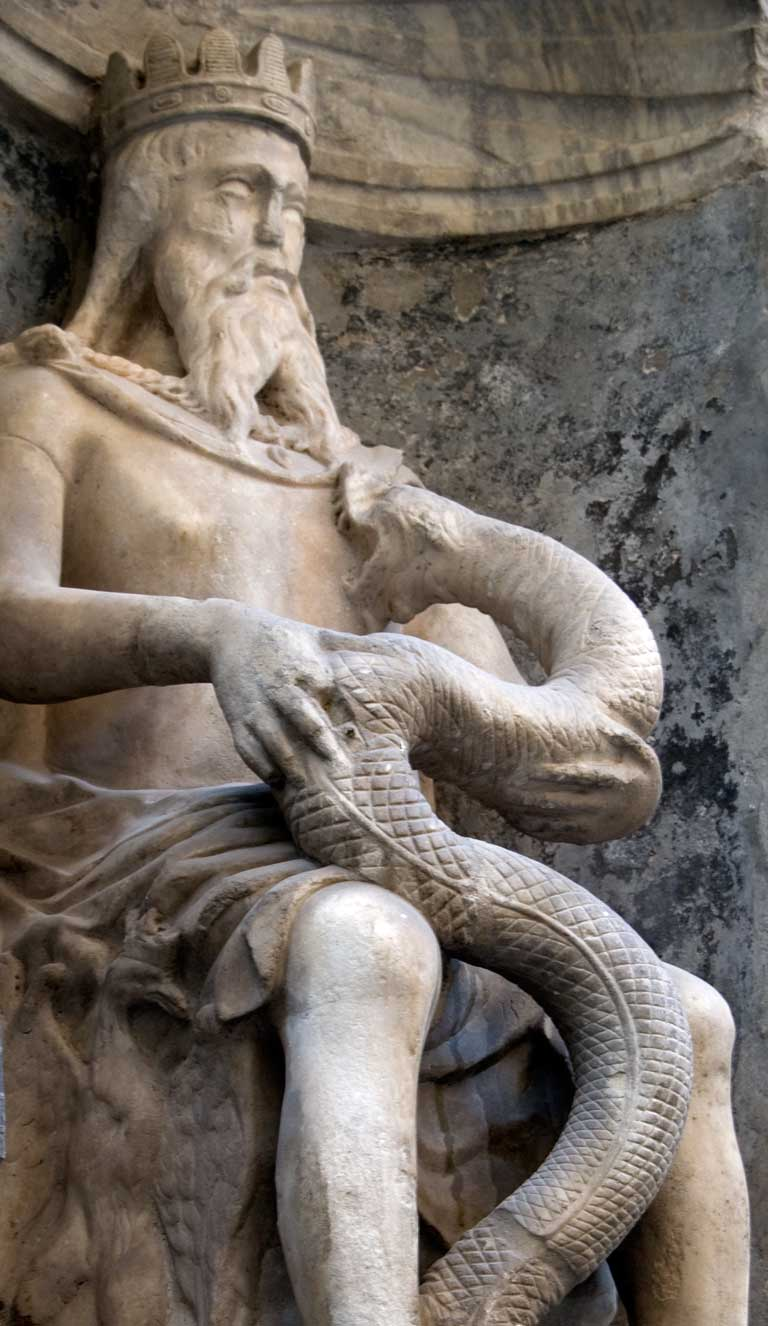
Palermu lu granni (1483). Statua del Genio di Palermo alla Vucciria.

Pietro de Bonitate (Lombardia, XV secolo – Sicilia, XVI secolo) è stato uno scultore italiano, attivo in Sicilia tra il 1466 e il 1501.

## Biografia
Di origine e formazione lombarda, Pietro de Bonitate si perfezionò presso la bottega di Francesco Laurana, scultore di origine dalmata che introdusse le forme rinascimentali in Sicilia e del quale Pietro subì l'influenza, così come altri seguaci e aiuti della bottega.

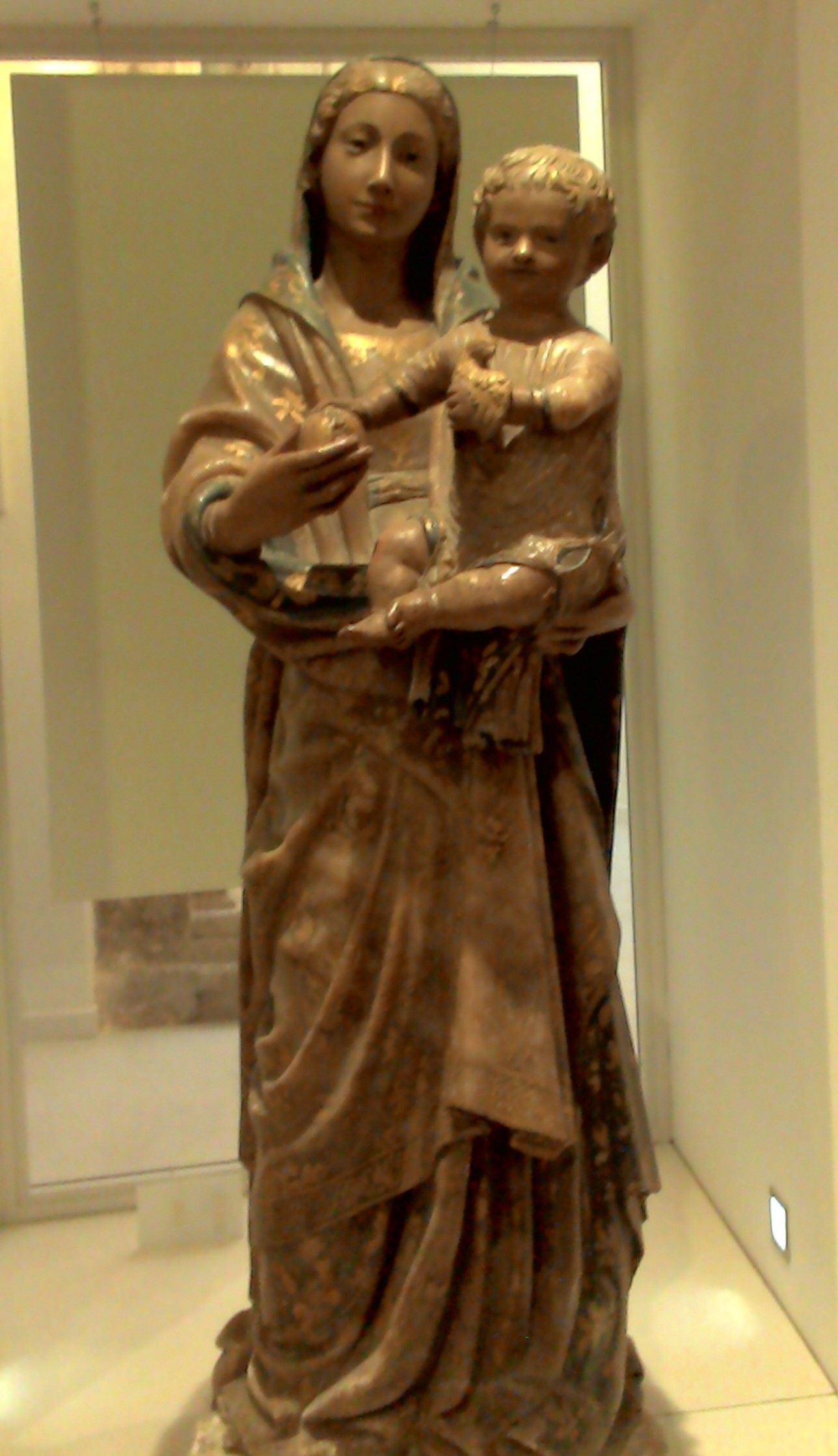
Madonna della Provvidenza, Museo d'arte sacra di Alcamo

Di Laurana fu assistente e socio, probabilmente fino al 1471 quando Laurana si trasferì da Palermo a Napoli. Insieme furono attivi principalmente a Palermo, pur lavorando anche in altri centri della Sicilia.
Tra il 1467 e il 1468, prima di stabilirsi a Palermo, i due aprirono per breve tempo una bottega a Sciacca, da cui furono però costretti ad allontanarsi a causa di vessazioni e offese subite.
Giunti a Palermo, tra il 1468 e il 1469 realizzarono per una famiglia di commercianti lombardi l'arco d'ingresso della Cappella Mastrantonio nella Chiesa di San Francesco d'Assisi. L'opera è cruciale per quel che riguarda l'introduzione della cultura rinascimentale in Sicilia, non solo nella scultura ma anche nell'architettura.
Dopo la partenza di Laurana la produzione di Pietro de Bonitate alternò realizzazioni in cui è chiaramente riconoscibile lo stile lauranesco con altre in cui il compromesso con la tradizione tardogotica siciliana è più evidente.
Tra il 1464 e il 1477 realizzò il Cristo che incorona la Vergine, una delle sculture principali del portale maggiore del Duomo di Messina.
Nel 1483 i mercanti stranieri che risiedevano a Palermo gli commissionarono una scultura del Genio di Palermo (il Genio del Garraffo) per una fontana da collocare nella piazzetta del Garraffo alla Vucciria in segno di gratitudine verso la città che li aveva accolti. L'opera è una delle rappresentazioni più note del Genio di Palermo, antico nume tutelare e simbolo della città.
Nel 1487 il suo nome compare al secondo posto, dopo quello di Domenico Gagini, nello statuto dei Marmorari e Fabbricatori.

## Opere
- Madonna in trono, Basilica di san Francesco d’Assisi, Palermo. Opera restaurata nel 2000[7].
- Statua della Madonna della Provvidenza (o Madonna del Melograno), realizzata in marmo alabastrino, risalente alla fine del XV secolo; presso il Museo d'arte sacra di Alcamo.
- Statue di Sant'Antonio Abbate e di San Giovanni Battista, Basilica di san Francesco d’Assisi, Palermo. Opere restaurate nel 2003[8].
- Cristo che incorona la Vergine (1464-1477) un tondo nella cuspide del portale del Duomo di Messina[9].
- Genio del Garraffo o Palermu lu Grandi (circa 1483), scultura in marmo di Carrara, piazzetta del Garraffo, Vucciria, Palermo. L'opera è una delle sei rappresentazioni scultoree del Genio di Palermo. Nel 1698 è stata collocata in un'edicola muraria sul fronte ovest della piazzetta.

Opere di Pietro de Bonitate sono costodite presso ls sala VII del Museo Diocesano di Palermo.

### In collaborazione
- Arco d'ingresso della cappella Mastrantonio (1468-1469), Chiesa di San Francesco d'Assisi, Palermo, in collaborazione con Francesco Laurana[3]. L'opera è rilevante come scultura e come architettura perché introduce il Rinascimento siciliano.[11][12]
- Portale della chiesa di Santa Margherita, Sciacca. Opera realizzata su disegno di Francesco Laurana[13].

### Attribuzioni controverse
- In passato gli era stata attribuita l'esecuzione (in collaborazione con Francesco Laurana) della Tomba di Atanasio (o Antonello) Speciale, figlio del viceré Pietro Speciale, nella Chiesa di San Francesco a Palermo. Attualmente la scultura è attribuita a Domenico Gagini.